# Laccophilus nakajimai
Laccophilus nakajimai är en skalbaggsart som beskrevs av Kamite, Hikida och Satô 2005. Laccophilus nakajimai ingår i släktet Laccophilus och familjen dykare. Inga underarter finns listade i Catalogue of Life.